# 京坪川
京坪川（きょうつぼがわ）は、富山県中新川郡立山町から舟橋村を流れる二級水系（1965年指定）白岩川水系の河川。

## 河川概要
立山町横沢を水源とし、常東用水など諸用水を集め、舟橋村の東芦原から仏生寺の細川（白岩川水系）合流点までの約1.5kmを流路とする。川幅は8 - 9m。かつては蛇行した河川であったが、舟橋村土地改良区の南部工区の圃場整備（1976年 - 1979年）に併せて改修が行われ、現在の流路となった。
護岸はかんがい排水事業により整備されたコンクリートブロック積護岸で、単断面の堀込可道となっている。これは京坪川河川公園の整備に合わせて親水性に配慮すべく1996年度から2003年度にかけて実施されたものである。

## 桜の名所
1987年（昭和62年）に川沿いに舟橋村中心部 - 東芦原住宅団地を結ぶ村道海老江東芦原線（オレンジロード）の開通に合わせ、1986年（昭和61年）4月15日より富山県の許可を得て約1kmの川沿いに桜並木が植栽、整備された。
2004年（平成16年）4月1日には京坪川河川公園（オレンジパークふなはし）が使用開始し、2007年3月31日に完成、桜並木を含めて舟橋村を代表する桜の名所となっている。

## 周辺
- 竹内東芦原遺跡 - 左岸に位置する遺跡[9]。